# Yto Barrada
Yto Barrada (Parigi, 1971) è una fotografa e artista marocchina con cittadinanza francese.

## Biografia
Ha studiato storia e scienze politiche a Sorbona e successivamente al Centro Internazionale di Fotografia di New York.
Lavora con il video, la fotografia e la scultura. 
Ha partecipato a mostre ad Art Dubai, al Museo Fowler (Los Angeles), al MoMA (San Francisco e New York), al Jeu de Paume (Parigi), e alla Biennale di Venezia.  
Yto Barrada è direttrice artistica e cofondatrice della Cinémathèque di Tanger con Cyriac Auriol.

## Premi
- Borsa di studio Ellen Auerbach, Accademia D'Arte, Berlino, Germania, 2006
- Finalista del Deutsche Borse Prize, 2006
- Candidata al Rolex Award, 2006

## Esposizioni
2011
- Dream It - Achieve It - Leave It,  Galerie Polaris, Parigi
- Deutsche Bank Artist of the Year
- Riffs, Deutsche Guggenheim, Berlino [1]
- Women Artists in the Collection of the National Modern Art Museum, Centre Pompidou, Parigi
- 10° Sharjah Biennial , Emirati Arabi Uniti
- Foreclosed. Between Crisis and Possibility,  The Kitchen, New York City, NY
- VidéoStudio: New Work from France,  Art Gallery of Hamilton, Hamilton, ON
- Project Europa: Imagining the (Im)Possible, Miriam and Ira D. Wallach Art Gallery - Columbia University, NY

2010
- Play, Galleria Sfeir Semler, Beirut, Libano [2]
- Uneven Geographies, Nottingham Contemporary, Nottingham, Inghilterra [3]
- Centre de la Photographie Ginevra
- Une proposition modeste, L'appartement 22, Rabat
- Studio Harlem New York
- Riso museo d'arte contemporanea di Sicilia, Italia
- Zukunft der Tradition, Tradition der Zukunft – Contemporary, Haus der Kunst, Munich
- BREAKING NEWS. Contemporary Photography from the Middle East and Africa - Ex Ospedale Sant'Agostino, Modena

2009
- Dress Codes, International Center of Photography, New York City
- Indicated by Signs, Gemeinschaftsausstellung, Bonner Kunstverein, Bonn
- Disorientation II, Abu Dhabi
- MAC/VAL Musée d'Art Contemporain Val-de-Marne
- AIM Festival Marrakesh
- Harn Museum of Art Florida Project Europa
- Musée national d'art moderne/Centre Pompidou, Parigi
- San Francisco MoMA, USA
- Fowler Museum at UCLA, Los Angeles, USA

2008
- Passageworks, curated by Tara Mc Dowell, MOMA San Francisco, USA
- Éclats de frontières, Frac P.A.C.A Marseille, Francia
- Schirn Kunsthalle, Frankfurt, Germania
- Museum of Modern Art, San Francisco, USA
- Réflechir le Monde, Centrale Electrique, Bruxelles
- Stedelijk Museum CS, Amsterdam
- Snap judgements, Memphis Brooks Art Museum, Memphis, USA
- University of California Art Gallery, San Diego, USA
- Mediterraneo 2008, Perna Foundation, Ravello

2007
- Biennale di Venezia
- Johannesburg Art Gallery, Johannesburg
- Walker Arts Center, Minneapolis
- Yto Barrada - Iris Tingitana, Galerie Polaris, Parigi
- Yto Barrada - Iris Tingitana, Galerie of Marseille, Marseille

2006
- Ellen Auerbach Award, Berlino
- Indicated by Signs, Gemeinschaftsausstellung, Bonner Kunstverein, Bonn
- A Life Full of Holes: The Strait Project, The Kitchen, New York City, NY

2005
- Meeting Point, Stenersen Museum, Oslo
- Premieres, MoMA, New York
- Mead Gallery, Warwick Arts Center, Warwick
- Open Eye Gallery, Liverpool

2004
- A Life Full of Holes - The Strait Project,  Witte de With Center for Contemporary Art, Parigi

2003
- Gran royal Turismo ,Galerie Polaris, Parigi

2002
- In Capital Letters, Kunsthalle Basel, Basel

2001
- Galerie Delacroix, Tangier

## Filmografia
- My family and other animals (in progress), 2010
- Beau geste, 16mm,  2009
- The Botanist, 21 min, 2007
- La Contrebandière, 18 min, 2005
- Le Magicien, 18 min, 2003
- Call Box (Ne quittez pas), 23 min, 1998